# Чепелів (струмок)
Чепелів — струмок в Україні, в межах Яремчанської міської ради Івано-Франківської області, правий доплив Жонки (басейн Дунаю).

## Опис
Довжина струмка приблизно 4 км. Формується з багатьох безіменних струмків.

## Розташування
Бере початок у заповідному урочищі Блудний Грунь. Тече переважно на північний схід у Карпатському національному природному парку і на південному сході від водоспаду «Дівочі Сльози» впадає у річку Жонку, ліву притоку Пруту.

## Галерея

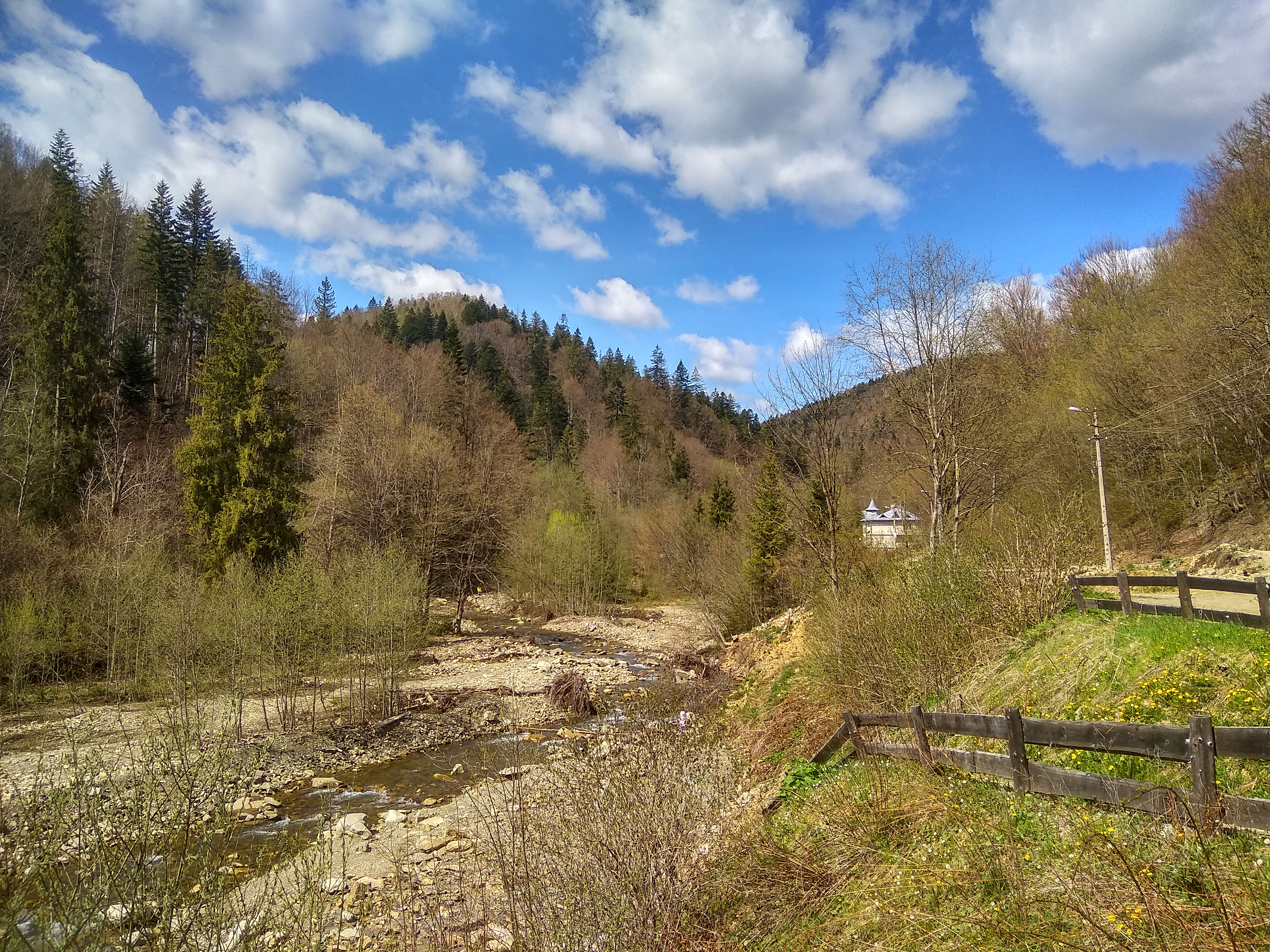
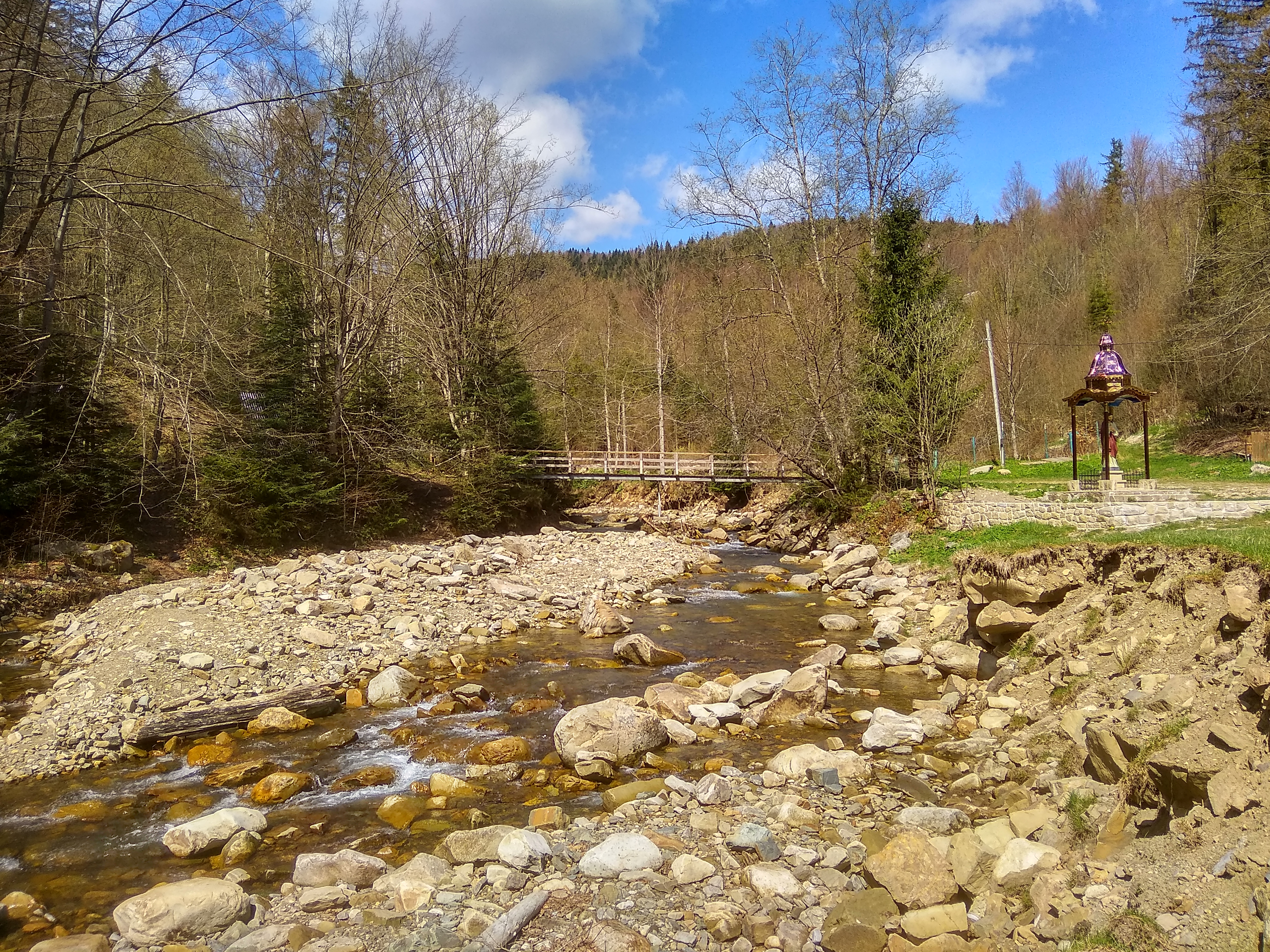
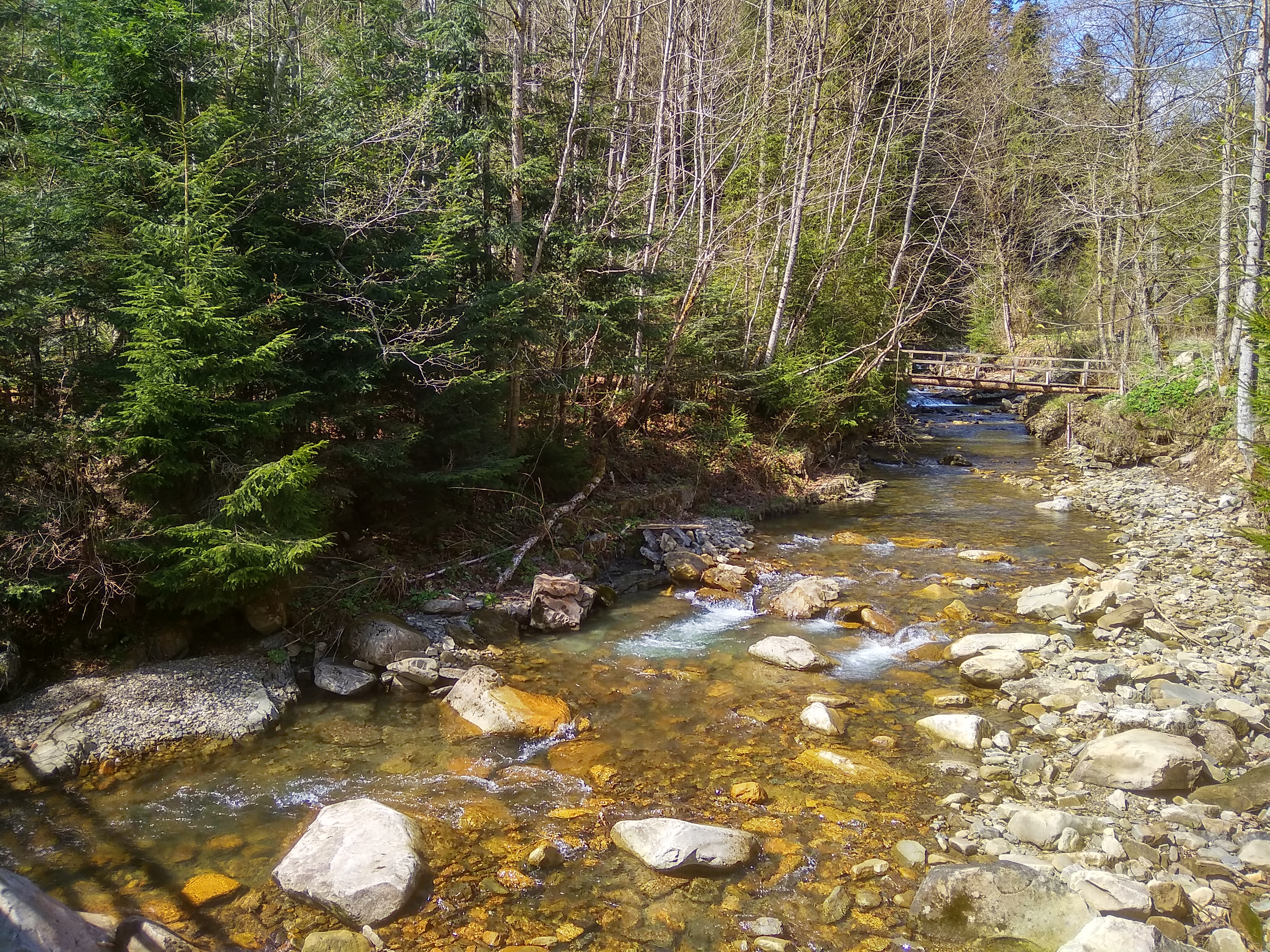